# Aerocondor
Aerocondor – nieistniejąca już portugalska regionalna linia lotnicza z siedzibą w Ponte de Sor. Obsługiwała połączenia pomiędzy Portugalią a Maderą i do Francji.